# Гоїв (прізвище)
Гоїв (також може писатись як  Ґоїв) — українське прізвище в Галичині в XIX — XX ст.  
Воно представлене переважно міщанами екс-містечка Куровичі на Львівщині та родиною дяка Івана Гоїва з м. Снятин . 

## Відомі представники роду Гоїв
- Іван Григорович Гоїв — громадський і церковний діяч.
- Юліан Іванович Гоїв  — громадський і військовий діяч.
- Євген Іванович Гоїв — український інженер, громадський і військовий діяч.
- Зенон Іванович Гоїв — український військовий та громадсько-культурний діяч.